# Villes d'Égypte antique
Pour un article plus général, voir Urbanisme de l'Égypte antique.

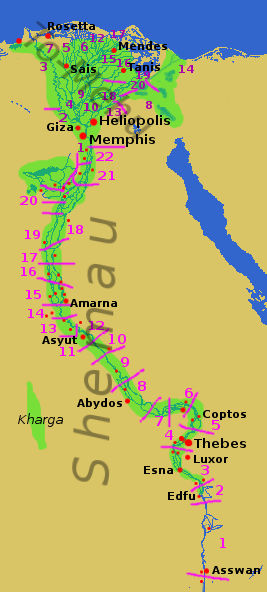
Carte des nomes de Basse-Égypte et de Haute-Égypte.

Les grandes capitales égyptiennes, Thèbes, Memphis, Pi-Ramsès, ont marqué les descriptions des géographes grecs qui en ont assuré la pérennité dans la mémoire culturelle. Mais chaque égyptien avait un lien particulier à « sa ville », ce qui a permis à la littérature égyptienne de prendre la cité pour objet, au point de produire un genre littéraire, l'éloge de la ville, propre au Nouvel Empire.
Sur le plan de l'urbanisme, certaines métropoles s'affirment dans une association historique entre la ville-temple et la capitale administrative régionale.

## Répartition géographique

### Nubie
- Napata
- Méroé